# Сераус (фортеця)
Сераус — руїни укріпленого поселення X—XIII століття, що знаходяться на південному березі Криму на однойменній невеликій горі, гірського масиву Бабуган-яйла, за 4 км на захід від Алушти на висоті 628 м. Рішенням Кримського облвиконкому № 16 (обліковий № 174) від 15 січня 1980 «укріплення на горі Сераус» X—XIII століття оголошено історичною пам'яткою регіонального значення.

## Опис
Укріплення розташовувалося на вершині гори, яка була огороджена по периметру фортечною стіною (товщиною 1,9-2,4 м, збереглася у вигляді кам'яного валу заввишки до 1 м, завширшки 8 м) у вигляді неправильного багатокутника, складеної з бутового каменю сухою кладкою. Площа укріплення близько 1,7 гектара, з півдня, заходу і півночі було три входи, у північній стіні розташовувалася брама завширшки 2,6 м (збереглися залишки отвору), до воріт вела колісна дорога. Усередині фортеці руїни будівель виявлено в південній частині, там же була невелика церква (розмірами 4,5 на 8,2 м), збудована з буту на вапняному розчині з черепичною покрівлею. Археологічних розкопок на пам'ятці не проводили, тому призначення укріплення, як і подробиці її життя та занепаду, поки що неясні.

## Історія вивчення
У науковий обіг пам'ятку увів Микола Рєпніков 1935 року. Іван Пузанов в «Путівнику» 1929 року в описі екскурсії на Сераус про руїни ще не згадує. Дуже коротко писав про фортецю Євгеній Веймарн у 1947 році, Павло Шульц у звіті про роботу тавро-скіфської експедиції за 1947 рік вважав Сераус таврським укріпленням. Як «дуже мало вивчене укріплення» у статті «Середньовічні поселення та „Ісари“ Кримського Південнобережжя» згадував Олег Домбровський 1974 року.